# Phòng Thí nghiệm Vật lý Quốc gia
Phòng Thí nghiệm Vật lý Quốc gia (National Physical Laboratory, tên viết tắt là NPL) là viện nghiên cứu đo lường và tiêu chuẩn quốc gia của Vương quốc Liên hiệp Anh và Bắc Ireland. Viện nghiên cứu này được thành lập năm 1900, là một trong những phòng thí nghiệm tiêu chuẩn lâu đời nhất trên thế giới.
Ngày nay, NPL là một trong những viện nghiên cứu lớn nhất trực thuộc sự quản lý của Chính phủ Anh và có danh tiếng lớn trong những thành tựu về thiết lập và duy trì các tiêu chuẩn khoa học & công nghệ nước Anh. Nhiều lãnh đạo của NPL từng là những nhà khoa học trụ cột thiết lập ra nền khoa học Anh và thế giới.  NPL từng có nhiều đóng góp đáng kể cho tiến bộ khoa học, như đồng hồ nguyên tử, chuyển mạch gói (công nghệ cơ bản cho internet ngày nay.

## Lịch sử hình thành

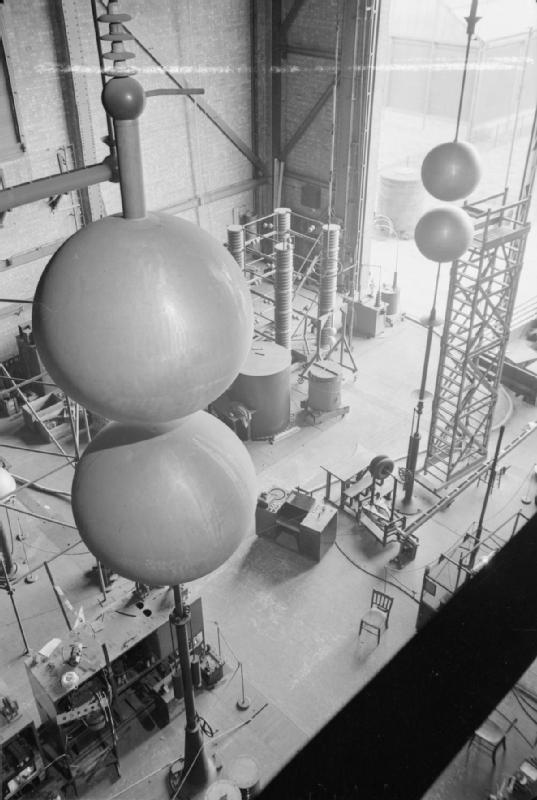
Phòng Thí nghiệm Điện (ảnh chụp năm 1944).

Phòng Thí nghiệm Vật lý Quốc gia được thành lập vào năm 1900 với nhiệm vụ "tiêu chuẩn hóa và kiểm định các dụng cụ, để thử nghiệm vật liệu và để xác định các hằng số vật lý" với trụ sở ban đầu tại tòa nhà Bushy House (một kiến trúc cổ xây dựng từ năm 1663) – do Vua George V trao tặng và khai trương. Phòng thí nghiệm phát triển theo thời gian và được mở rộng với nhiều tòa nhà và phòng thí nghiệm được xây dựng tại thị trấn Teddington trong những năm tiếp theo.
Phòng thí nghiệm ban đầu do chính phủ Vương quốc Anh điều hành, với các thành viên là các công chức chính phủ. Quản lý NPL được cải cách vào năm 1995 theo mô hình Nhà thầu do Chính phủ điều hành, Serco thắng thầu và tất cả nhân viên được chuyển sang làm việc cho họ. Theo chế độ này, chi phí chung giảm một nửa, doanh thu của tăng 16% mỗi năm và số lượng công trình nghiên cứu tăng gấp đôi. Năm 2012, NPL lại thay đổi mô hình hoạt động từ năm 2014 trở đi trong đó bao gồm các đối tác học thuật và bổ sung công tác đào tạo sau đại học. Ngày chuyển đổi sau đó đã bị hoãn lại đến một năm. Các ứng cử viên cho đối tác học tập chính là các trường Đại học Edinburgh, Southampton, Strathclyde và Surrey với một liên minh của các trường Đại học Strathclyde và Surrey được chọn làm đối tác ưu tiên.
Vào tháng 1 năm 2013, ngân sách tài trợ cho Phòng thí nghiệm Đo lường Tiên tiến mới trị giá 25 triệu bảng Anh đã được công bố sẽ được xây dựng trên nền của một tòa nhà chưa sử dụng hiện có. Hoạt động của phòng thí nghiệm được chuyển giao lại cho Bộ Kinh doanh, Đổi mới và Kỹ năng (nay là Bộ Kinh doanh, Năng lượng và Chiến lược Công nghiệp) vào ngày 1 tháng 1 năm 2015.

## Nghiên cứu tại NPL
Nghiên cứu tại NPL chủ yếu tập chung vào các ngành khoa học tự nhiên, Khoa học vật liệu, Khoa học máy tính và Khoa học sự sống. Nhiều nghiên cứu tại NPL đã được ứng dụng thực tiễn và có ảnh hưởng sâu rộng tới nhiều lĩnh vực như đóng tàu, Ra đa, Mạng máy tính, Định vị toàn cầu... Các hướng nghiên cứu mà NPL đã gây dựng được danh tiếng lớn bao gồm:

### Đồng hồ nguyên tử
NPL là nơi khai sinh ra đồng hồ nguyên tử chính xác đầu tiên trên thế giới dựa trên chuyển mức siêu tinh tế của nguyên tử Cesium-133 bởi Louis Essen và Jack Parr vào năm 1955. Thành tựu này không chỉ giúp tạo ra đồng hồ chuẩn thời gian siêu chính xác, mà nó còn tạo ra định nghĩa chuẩn SI đơn vị thời gian (Giây).

### Máy tính
NPL là một trong những nơi đầu tiên trên thế giới phát triển máy tính điện tử (từ giữa những năm 1940). Nhà toán học Alan Turing là người lãnh đạo dự án phát triển máy tính (mang tên Automatic Computing Engine - ACE) tại NPL từ năm 1945. Dự án này quá tham vọng và không thành công như dự kiến ban đầu dẫn tới việc ra đi của Alan Turing (gia nhập Đại học Manchester). Donald Davies là người tiếp quản dự án này, đã thu gọn dự án và thành công trong việc xây dựng thiết kế đầu tiên vào năm 1950. Dự án này được thương mại hóa thành công với việc thành lập một công ty spin-off sản xuất máy tính DEUCE với sản phẩm mang tên English Electric Computers và là một trong những máy tính được yêu thích nhất trong thập kỷ 1950.

### Chuyển mạch gói
Xem bài chi tiết: Chuyển mạch gói
NPL là nơi tiên phong phát triển công nghệ chuyển mạch gói từ những năm 1960 – và hiện nay công nghệ này là nền tảng cho việc truyền dữ liệu trên internet. Dự án này được Donald Davies (1924 – 2000), một nhà khoa học máy tính là người đã đề xuất và lãnh đạo dự án này từ năm 1965. Suốt từ năm 1969 đến 1986, Davies cùng nhóm nghiên cứu tại NPL đã xây dựng những khái niệm đầu tiên về truyền dữ liệu trong mạng cục bộ và kết quả đã tạo ra ảnh hưởng lớn đến việc tạo ra mạng ARPANET trong quân đội Mỹ (tiền thân của mạng internet ngày nay). Kết quả này được tiếp tục nghiên cứu để trở thành giao thức truyền dữ liệu cho liên mạng máy tính, và tạo ra việc NPL lần đầu tiên kết nối với mạng thông tin Châu Âu vào năm 1975.

## Các nhà nghiên cứu danh tiếng
- William Lawrence Bragg (giám đốc NPL 1937–1938)
- Donald Davies (cha đẻ của Chuyển mạch gói)
- Edward Victor Appleton (giám đốc NPL 1941)
- Alan Turing - thiết kế máy tính điện từ (1945-1947)

## Các giám đốc phòng thí nghiệm
- Sir Richard Tetley Glazebrook, 1900–1919
- Sir Joseph Ernest Petavel, 1919–1936
- Sir Frank Edward Smith, 1936–1937 (acting)
- Sir William Lawrence Bragg, 1937–1938
- Sir Charles Galton Darwin, 1938–1949
- Sir Edward Victor Appleton, 1941 (acting)
- Sir Edward Crisp Bullard, 1948–1955
- Dr Reginald Leslie Smith-Rose, 1955–1956 (acting)
- Sir Gordon Brims Black McIvor Sutherland, 1956–1964
- Dr John Vernon Dunworth, 1964–1977
- Dr Paul Dean, 1977–1990
- Dr Peter Clapham, 1990–1995

Giám đốc Quản lý
- Dr John Rae, 1995–2000
- Dr Bob McGuiness, 2000–2005
- Steve McQuillan, 2005–2008
- Dr Martyn Sené, 2008–2009, 2015 (acting)
- Dr Brian Bowsher, 2009–2015

Giám đốc điều hành (hiện tại)
- Dr Peter Thompson, 2015–nay